# Djuro Mihaljica
Djuro Mihaljica (* 17. Februar 1986 in Mrkonjić Grad, SFR Jugoslawien, heute Bosnien und Herzegowina) ist ein österreichisch-bosnischer Fußballspieler auf der Position eines linken Mittelfeldspielers, der zeitweilig als Profi bei der First Vienna spielte und aktuell beim SC Ritzing in der Landesliga Burgenland unter Vertrag steht.

## Karriere
Die Karriere des gebürtigen Bosnier begann in Tirol in der Jugend des Innsbrucker SK. Von dort konnte er sich für bessere Teams empfehlen und so verpflichtete ihn die Wiener Austria für ihre zweite Mannschaft. Dort konnte er sich jedoch nicht durchsetzten und wechselte von der Hauptstadt in die Steiermark zum TSV Hartberg. Nach nur einem Jahr zog es ihn wieder ostwärts Richtung Eisenstadt. Aufgrund von Geldproblemen des SC Eisenstadt wechselte er zurück nach Wien, nur diesmal zum First Vienna FC 1894. Abermals nach einem kurzen Gastspiel in der Regionalliga Ost wechselte er zum SV Wienerberg. Nach einer Saison mit 28 gespielten Spielen wechselte er zum SV Horn weiter. Nach zwei stärkeren Saisonen mit 53 gespielten Spielen und zwei erzielten Toren wurde er zum SKU Amstetten transferiert. Dort konnte er an seinen tollen Leistungen anknüpfen und erzielte in 30 Spielen fünf Tore. Beflügelt durch die jüngsten Ergebnisse ging er zum dritten Mal nach Wien, diesmal aber zum Floridsdorfer AC. Er konnte aber an seine tollen Leistungen in Niederösterreich nicht anschließen und wurde nach einem halben Jahr aussortiert, woraufhin er ablösefrei zum ATSV Ober-Grafendorf kam. Dort konnte er teilweise zu seiner alten Form zurückfinden, doch nach zwei Jahren wechselte er wieder zum SV Leobendorf, wo er in 19 Spielen vier Mal traf. Doch beim SV Leobendorf konnte er sich nicht durchsetzten und wechselte innerhalb der Landesliga Niederösterreich zum SV Langenrohr. Dort blieb er rund ein halbes Jahr und ging dann Anfang 2017 eine Liga höher zum SC Mannsdorf. Mit über 30 gespielten Spielen und einem Tor wechselte Mihaljica in der Sommerpause weiter ins Burgenland zum SV Wimpassing.